# Nachtschicht – Ich habe Angst
Nachtschicht – Ich habe Angst ist ein deutscher Spielfilm aus dem Jahr 2008. Er ist der fünfte Teil der Filmreihe Nachtschicht.

## Inhalt
Im fünften Film der Krimiserie geht es um Gewalt in Schulen und in der Familie sowie um illegale Beschäftigung ohne Aufenthaltsgenehmigung. 
Als die Lehrerin Violetta Kiesewetter André Eggers, den Vater eines Schülers, damit konfrontiert, dass sein Sohn offenbar von ihm geschlagen wird, tut das dieser als Privatsache ab. Nachdem Kiesewetter anonym in der Dienststelle des KDD angerufen hatte, erhalten die Eggers Besuch von Lisa Brenner und Teddy Schrader. Eggers ahnt, wer die Polizei informiert hat. Er beauftragt den Kleinganoven Prokopp, der Lehrerin einen Schrecken einzujagen. Dieser lauert ihr auf einem Parkplatz auf, doch Violetta Kiesewetter wehrt sich mit einem Springmesser, das sie wenige Stunden vorher einem anderen Schüler abgenommen hat. Dessen Vater Hadschi Ramzi ist der Polizei ebenfalls bekannt. Er stellt in einer Textilmanufaktur gefälschte Markenware her und soll mit Menschenhandel zu tun haben. Kiesewetter sticht Prokopp zunächst in den Oberschenkel und rammt ihm danach das Messer in den Bauch, woraufhin er stirbt. Bei den Ermittlungen stoßen die Polizisten erneut auf Eggers, da der an diesem Abend mit Prokopp in einer Gaststätte gesehen wurde. 
Violetta Kiesewetter legt Lisa Brenner vom KDD Fotos vor, die beweisen, dass Johnny Eggers geschlagen wurde. Dessen Vater behauptet, nicht er, sondern ein anderer Junge habe Johnny verprügelt. Da ihm keine Straftat nachzuweisen ist, darf er nach einem Verhör das Kommissariat verlassen und sucht die Lehrerin auf.
Erichsen und Schrader fahren zu Violetta Kiesewetter und stürmen die Wohnung, in der Eggers die Lehrerin mit einer Pistole bedroht. Eggers schießt und trifft Schrader in den Kopf.
Im Krankenhaus erklärt die Ärztin, dass Schrader im Wachkoma liege und sein Gehirn irreparable Schäden aufweise.

## Kritik
„Buch, Team und Akteure sind spitze!“

## Hintergrund
- Unter dem Arbeitstitel Die Angst wurde der fünfte Teil der Serie im April/Mai 2007 in Hamburg von Network Movie, Köln (Reinhold Elschot) im Auftrag des ZDF gedreht. Das Erfolgsteam des Kriminaldauerdienstes (KDD) wurde wieder mit dem Schauspieler-Quartett original besetzt. Neu war allerdings, dass Ken Duken danach aus der Serie offiziell ausgestiegen ist (die von ihm verkörpert Figur Teddy Schrader wurde im Dienst schwer verletzt und liegt im Koma). Lars Becker war wieder Drehbuchautor und Regisseur.[2]
- Der Film erschien zusammen mit Nachtschicht – Blutige Stadt am 24. April 2015 auf DVD.